# Pterotyphis triangularis
Pterotyphis triangularis är en snäckart som först beskrevs av Arthur Adams 1855.  Pterotyphis triangularis ingår i släktet Pterotyphis och familjen purpursnäckor. Inga underarter finns listade i Catalogue of Life.